# Кандиба Грицько Ількович
Грицько́ І́лькович Канди́ба (нар. 1883, місто Хорол Полтавської губернії, нині Полтавської області — липень 1920, Кам'янець-Подільський) — підполковник Армії Української Народної Республіки.

## Біографія
Грицько Ількович Кандиба народився 1883 року в місті Хорол Полтавської губернії. Станом на 1 січня 1910 року був підпоручиком 1-го Брест-Литовського фортечного піхотного батальйону. До грудня 1917 року — старший ад'ютант штабу 19-го армійського корпусу. Останнє звання у Російській армії — підполковник.
Наприкінці 1917 — на початку 1918 року Кандиба був начальником міліції Чернігова. Від 23 квітня 1918 року — діловод канцелярії Військового міністерства УНР, згодом — Української Держави. Від 4 травня 1919 року — начальник Загальної управи Військового міністерства УНР.
9 липня 1920 року Кандиба через хворобу залишився в Кам'янці-Подільському. Після того, як місто покинули українські війська, був схоплений червоними та розстріляний.